# Charles Woeste
Le comte Charles Woeste (Bruxelles, 26 février 1837 - Bruxelles, 5 avril 1922) est un homme politique et avocat belge. 

## Biographie
Charles Frédéric Auguste Woeste, né le 26 février 1837 à Bruxelles, est le fils d'Édouard Woeste, négociant et consul de Prusse en Belgique, et d'Henriette Vauthier. La famille paternelle de Charles Woeste est originaire d'Elberfeld (Prusse rhénane). Son père reçoit la naturalisation par arrêté royal du 15 janvier 1841. Charles Woeste épouse le 4 janvier 1866 à Bruxelles Marie-Louise-Augustine-Eléonore-Joséphine-Charlotte Greindl (1841-1910), fille cadette du général Léonard Greindl, ancien ministre de la Guerre, et d'Eléonore Foulle. Ils habitaient rue de Naples, 15 à Ixelles , et ont six enfants.
En octobre 1847, Charles Woeste entre à l’Athénée royal de Bruxelles. Il poursuit ensuite ses études à l’Université libre de Bruxelles et en sort en 1858 avec le titre de docteur en droit.
Il est membre de la Chambre des représentants de 1874 à 1922, ministre de la Justice du 14 juin 1884 au 22 octobre 1884. Il est nommé ministre d'État le 15 novembre 1891 et est créé comte le 23 mai 1914. Il est bâtonnier de l'ordre des avocats à la Cour de cassation en 1890.

Son père était consul de Prusse en Belgique et protestant convaincu, mais Charles Woeste fut catholique conservateur. Charles Woeste fut l'homme fort du catholicisme politique dans le dernier quart du XIXe siècle et conserva une très nette influence jusqu'à la guerre 1914-1918. Il s'opposa durement aux idées sociales de l'abbé Daens et du Christene Volkspartij, un mouvement démocrate chrétien flamingant, fort à Alost sous la direction de l'abbé Daens.

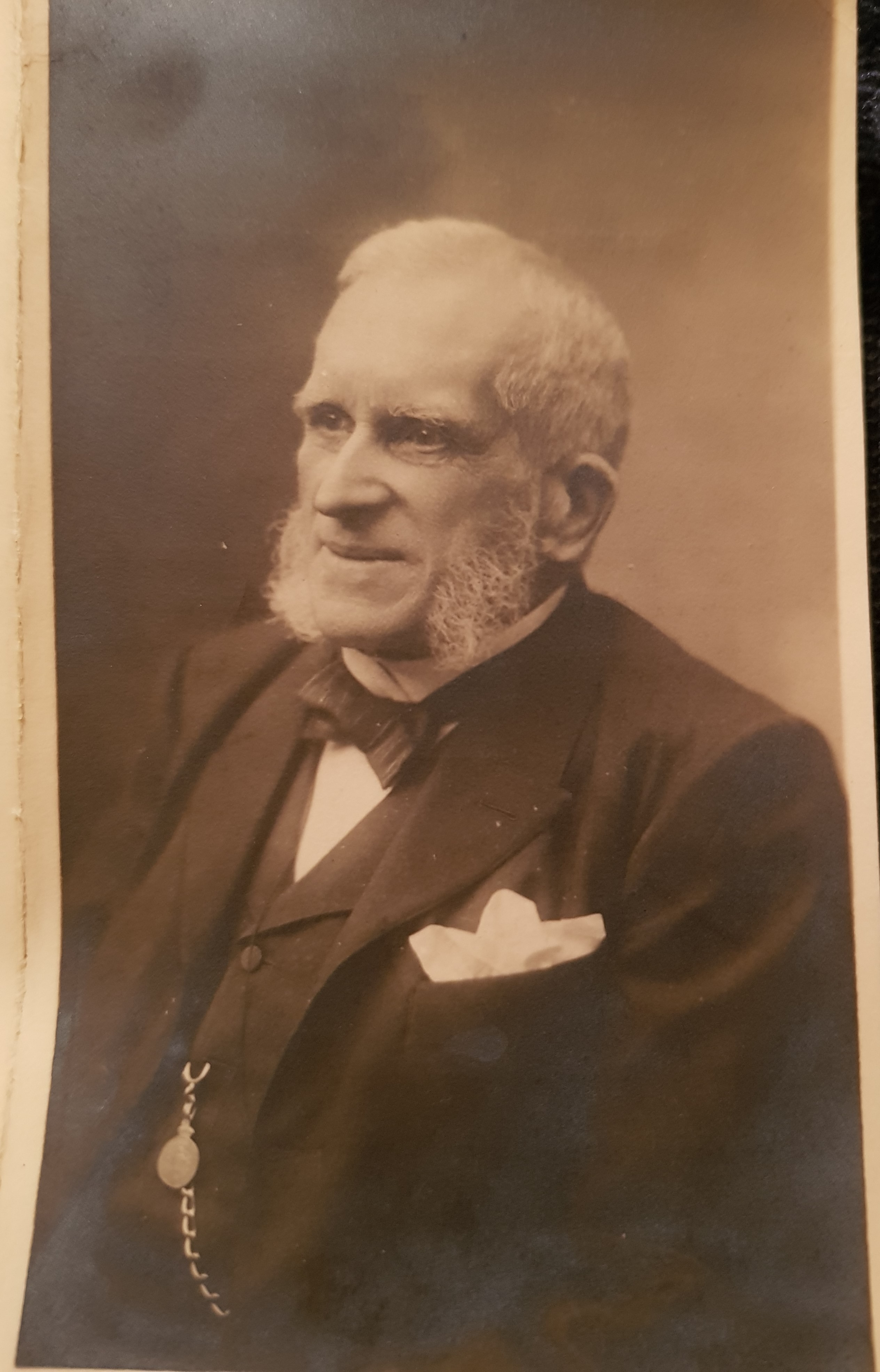
Faire-part mortuaire de Charles Woeste

Il a également écrit en en 1895 A travers dix années, Etudes politiques, études sociales, mélanges historiques et littéraires (2 volumes), Société belge de librairie, Bruxelles, et en 1906, Echos des luttes contemporaines (1895-1905), (2 tomes), Société belge de librairie Oscar Schepens & Cie, Éditeurs, Bruxelles.
Après sa mort, le baron Henri de Trannoya publié entre 1927 et 1937 ses Mémoires pour servir à l'histoire contemporaine de la Belgique (1859-1921) divisés en trois tomes.
Monseigneur J. Schyrgens  décrivit la conversion de Charles Woeste dans la Revue catholique des idées et des faits du 8 avril 1927 .
Dernières paroles du défunt : « Je donne ma vie pour mon pays et la cause catholique ».
Il est enterré au cimetière du Dieweg à Uccle.

## Distinctions
- Par arrêté royal du 8 mai 1914, concession de noblesse pour lui-même et des descendants légitimes et concession du titre personnel de comte est accordée à Charles Woeste. Depuis 1830, la Constitution belge (en son article 113) prévoit que le Roi peut accorder des titres nobiliaires, sans y attacher aucun privilège [10].
- Grand cordon de l'ordre de Léopold, Croix civique de 1re Classe, Médaille commémorative du règne du roi Léopold II.
- Grand Croix de l'ordre pontifical de Saint-Grégoire le Grand, de l'Ordre pontifical du Saint-Sépulcre, de l'ordre pontifical de Pie IX et de l'ordre pontifical du Christ, Croix Pro Ecclesia et Pontifice.

## Hommages
- En 1923, la commune de Jette donne son nom à une nouvelle avenue[11].
- Un monument, surmonté du buste de Charles Woeste, œuvre du sculpteur Frans Huygelen, est érigé à sa mémoire, place Saint-Boniface, à Ixelles, tout près de son ancienne maison rue de Naples.
- Sur sa maison à Ixelles, rue de Naples 15, est apposée une plaque commémorative en marbre : «Ici demeura et mourut le comte Woeste Ministre d'État 1837-1922»  [3],[12].

## Cinéma
- Dans le film Daens, Charles Woeste constitue l'un des personnages principaux, présenté comme un patron d'obédience catholique, membre du gouvernement, influent auprès du roi des Belges et du pape (Léon XIII puis Pie X) et peu respectueux de la condition des ouvriers, dont il ne comprend pas la langue flamande. En réalité, il a soutenu des revendications des Flamands comme la néerlandisation, pensant préférable de les maintenir dans leur condition et ralentir leur mobilité sociale [13].